# Jean Joseph Louis de Maleteste
Jean Joseph Louis de Maleteste est un homme politique français né le 24 mars 1781 à Paris et mort le 26 février 1861 à Florence (Italie).

## Biographie
Secrétaire général de l'administration des contributions indirectes, il est député de la Côte-d'Or de 1815 à 1816, siégeant dans la majorité de la Chambre introuvable.

## Sources
- « Jean Joseph Louis de Maleteste », dans Adolphe Robert et Gaston Cougny, Dictionnaire des parlementaires français, Edgar Bourloton, 1889-1891 [détail de l’édition]